# Blake Marquardt
Blake Charles Marquardt (Oshkosh, 17 aprile 1997) è un cestista statunitense.

## Palmarès
- Campionato albanese: 1

Besëlidhja: 2023-24